# Anthony W. Gardiner

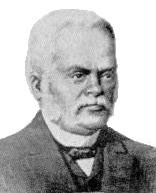
Anthony W. Gardiner

Anthony William Gardiner (* 3. Februar 1820 in Virginia; † 12. Februar 1885) war von 1878 bis 1883 der neunte Staatspräsident von Liberia.

## Politische Laufbahn
Gardiner wurde im US-Bundesstaat Virginia geboren und wuchs dort in Southampton auf. 1831 wanderte seine Familie mit Hilfe der American Colonization Society in das einige Jahre zuvor gegründete Liberia aus. Gardiner erhielt eine juristische Ausbildung und war 1847 Delegierter des Konvents, der die Verfassung der Republik Liberia ausarbeitete. Er wurde der erste Justizminister (Attorney general) des Landes und gehörte von 1855 bis 1871 dem Parlament an.
1871 wurde er nach dem Sturz von Präsident Edward J. Roye Vizepräsident und zweimal im Amt bestätigt. Während der Amtsunfähigkeit des erkrankten Präsidenten Joseph J. Roberts übte er 1875 und 1876 de facto das Präsidentenamt aus.

## Präsident
Zwei Jahre nach seinem Ausscheiden aus dem Amt gewann er die Präsidentschaftswahlen und trat am 7. Januar 1878 sein Amt an. Zugleich errang seine Partei, die True Whig Party, einen überwältigenden Sieg. Gardiner war der dritte Präsident, den die Partei stellte, und bis zum Sturz und der Ermordung William Tolberts 1980 stellte die Partei fortan sämtliche Präsidenten. Gardiner wurde zweimal für jeweils zwei Jahre wiedergewählt. Er setzte sich für einen Ausbau des Handels und Investitionen ausländischer Gesellschaften ein, dazu für eine Verbesserung des Bildungssystems. Ebenso bemühte er sich um ein besseres Verhältnis zu den Stämmen im Hinterland, die mit dem liberianischen Staat wenig Berührung hatten.
Überschattet wurde seine Amtszeit von der Ausdehnung des Kolonialbesitzes europäischer Mächte während des „Wettlaufs um Afrika“, der Anfang der 1880er Jahre verstärkt einsetzte. Das Gallinas-Territorium zwischen den Flüssen Sewa und Mano wurde von Großbritannien reklamiert. Daneben wurde Liberia in Gardiners Amtszeit mit Kanonenbootpolitik seitens der Briten und des Deutschen Reiches konfrontiert. Die Briten verdeutlichten mit dem Aufmarsch einer Flotte vor Monrovia ihre territorialen Ansprüche und ein deutsches Schlachtschiff erzwang mit der Kanonade eines Dorfes und seinem Erscheinen vor Monrovia eine Entschädigungszahlung der liberianischen Regierung für die Plünderung eines gestrandeten deutschen Schiffes an einem von den Kru bewohnten Küstenabschnitts. Der hilflose und erkrankte Präsident trat zurück und übergab die Amtsgeschäfte am 20. Januar 1883 seinem Vizepräsidenten Alfred F. Russell. Zwei Monate später wurde das strittige Gallinas-Territorium formell von den Briten annektiert und ihrer Kolonie Sierra Leone zugeschlagen.